# Скаче червона кіннота
«Скаче червона кіннота»— картина українського художника-авангардиста Казимира Малевича. Наразі зберігається в Російському музеї. Написана в 1928-1932 роках, точна дата невідома, на багатьох своїх пізніх працях Малевич ставив ранішу дату від дійсної.

## Історія

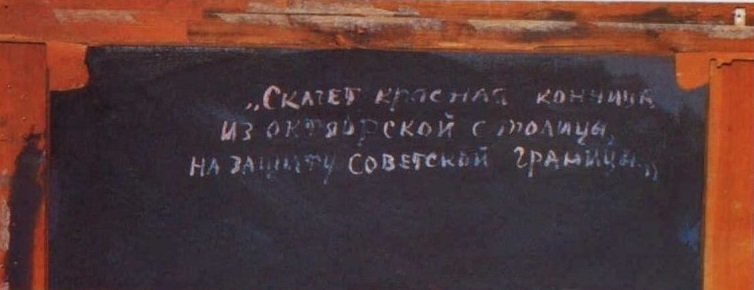
Уривок зворотного боку картини з написом:

Картина довгий час була єдиною з абстрактних робіт митця, визнана офіційною історією радянського мистецтва, чому сприяла її назва і зображення подій Жовтневої революції. Малевич поставив на зворотному боці дату 18 року, хоча насправді вона була написана пізніше.
Французький історик і письменник Філіп Відел'є поміщає «Кінноту» в контекст інших радянських авангардних робіт, що оспівують Червону армію. Спочатку створюється знаменита літографія Еля Лисицького «Клином червоним бий білих» (приблизно 1919-1920). Володимир Маяковський власноруч розписує обгортки для карамелі з пропагандистськими віршами: «Йшов Юденич на червоний Пітер, Та о багнети боки повитер» (1924). Олександр Родченко виконує для Ейзенштейна помаранчеву афішу (1925), де зображений «Броненосець Потьомкін» з важкими знаряддями, наведеними на старий світ. Після Малевича Лія Райцер створює візерунки декоративної сатинової тканини «Механізація РККА» (1933). У цій роботі армія вже замість живої кінноти використовує різні машини і механізми.
Режисер-мультиплікатор Юрій Норштейн згадував, що в роботі над епізодом битви в мультфільмі «Січа при Керженці» зразком для оформлення простору послужило образотворче мистецтво 1920-х років, зокрема, картина «Скаче червона кіннота»..

## Опис
Картина розділена на три частини: небо, земля і люди (червона кіннота). Відношення ширини землі й неба у співвідношенні 0,618 (золотий перетин). Кіннота з трьох груп по чотири лави вершників. Земля намальована з 12 кольорів.